# Custer County (Oklahoma)
Custer County ist ein County im Bundesstaat Oklahoma der Vereinigten Staaten. Der Verwaltungssitz (County Seat) ist Arapaho. Das U.S. Census Bureau hat bei der Volkszählung 2020 eine Einwohnerzahl von 28.513 ermittelt.

## Geographie
Das County liegt im Westen von Oklahoma, ist etwa 60 km von Texas entfernt und hat eine Fläche von 2595 Quadratkilometern, wovon 40 Quadratkilometer Wasserfläche sind. Es grenzt im Uhrzeigersinn an folgende Countys: Dewey County, Blaine County, Caddo County, Washita County, Beckham County und Roger Mills County.

## Geschichte

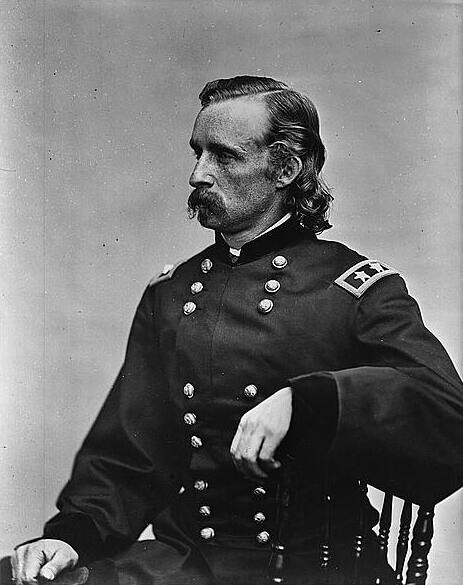
George A. Custer

Custer County wurde am 19. April 1892 als Original-County aus Cheyenne-Land als G County gebildet. Am 6. November 1896 wurde es umbenannt in Custer County, nach dem US-General George Armstrong Custer, der bei der Schlacht am Little Bighorn getötet wurde. Besiedelt wurde das County durch weiße Siedler während der dritten offiziellen Land-Besitznahme (Oklahoma Land Run) vom 19. April 1892. An diesem Tag erschien auch die erste Zeitung im County, Arapaho Arrow, der bis 1892 in Arapaho gedruckt wurde.

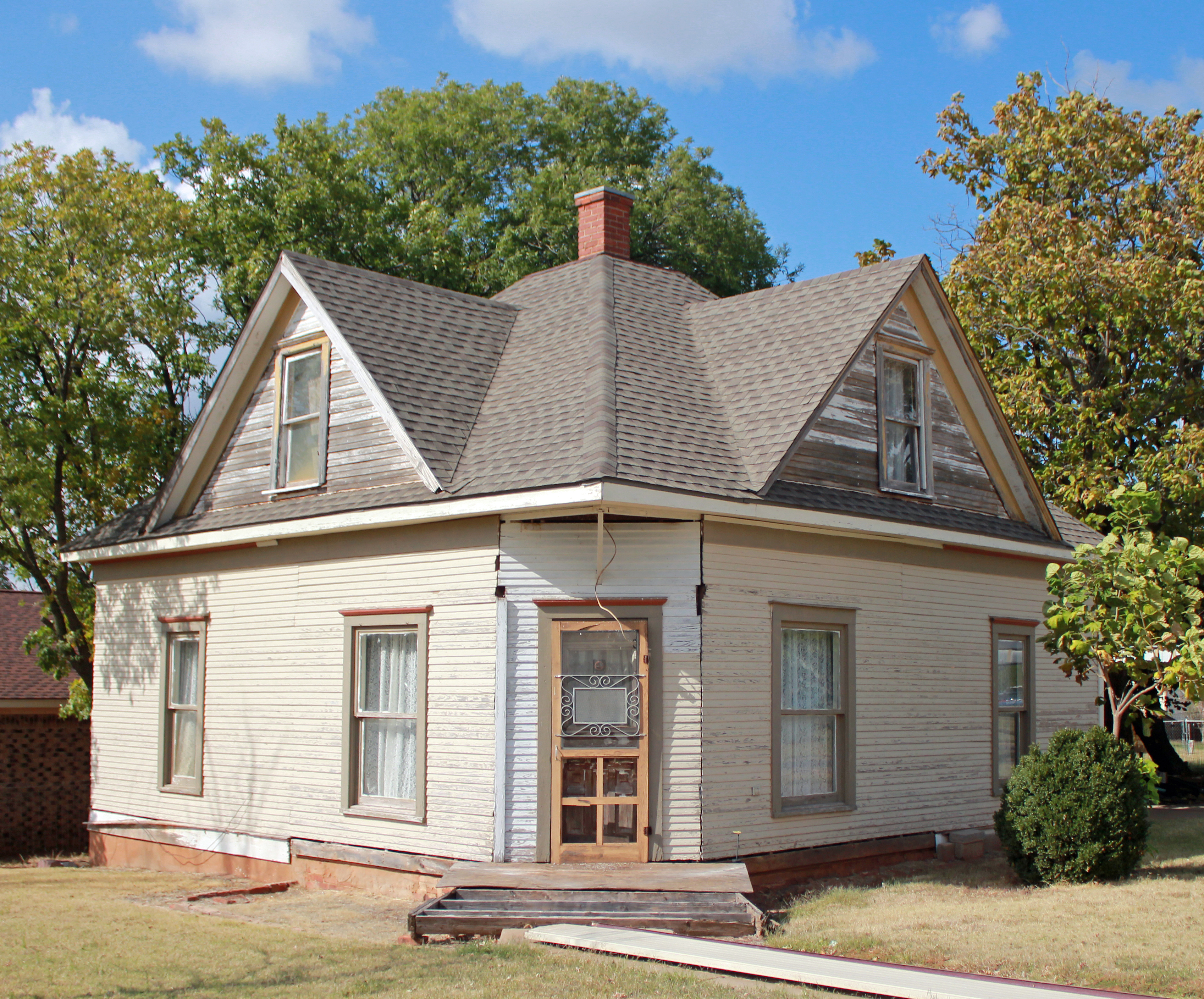
Crawford House (2015) ist einer von 14 Einträgen des Countys im NRHP.

14 Bauwerke und Stätten des Countys sind im National Register of Historic Places (NRHP) eingetragen (Stand 28. Mai 2018).

## Demografische Daten

Alterspyramide des Custer County

Nach der Volkszählung im Jahr 2000 lebten im Custer County 26.142 Menschen in 10.136 Haushalten und 6.578 Familien. Die Bevölkerungsdichte betrug 10 Einwohner pro Quadratkilometer. Ethnisch betrachtet setzte sich die Bevölkerung zusammen aus 81,41 Prozent Weißen, 2,87 Prozent Afroamerikanern, 5,81 Prozent amerikanischen Ureinwohnern, 0,88 Prozent Asiaten, 0,04 Prozent Bewohnern aus dem pazifischen Inselraum und 5,8 Prozent aus anderen ethnischen Gruppen; 3,20 Prozent stammten von zwei oder mehr Ethnien ab. 9,03 Prozent der Bevölkerung waren spanischer oder lateinamerikanischer Abstammung.
Von den 10.136 Haushalten hatten 30,2 Prozent Kinder unter 18 Jahre, die im Haushalt lebten. 51,6 Prozent waren verheiratete, zusammenlebende Paare, 9,5 Prozent waren allein erziehende Mütter. 35,1 Prozent waren keine Familien, 27,8 Prozent waren Singlehaushalte und in 10,8 Prozent der Haushalte lebten Menschen im Alter von 65 Jahren oder darüber. Die durchschnittliche Haushaltsgröße betrug 2,45 und die durchschnittliche Familiengröße betrug 3,05 Personen.
24,3 Prozent der Bevölkerung waren unter 18 Jahre alt, 17,4 Prozent zwischen 18 und 24, 24,5 Prozent zwischen 25 und 44, 20,1 Prozent zwischen 45 und 64 und 13,7 Prozent waren 65 Jahre oder älter. Das Durchschnittsalter betrug 33 Jahre. Auf 100 weibliche Personen kamen 94,9 männliche Personen. Auf 100 Frauen im Alter von 18 Jahren oder darüber kamen 92,0 Männer.
Das jährliche Durchschnittseinkommen eines Haushalts betrug 28.524 USD und das durchschnittliche Einkommen einer Familie betrug 37.247 USD. Männer hatten ein durchschnittliches Einkommen von 27.066 USD gegenüber den Frauen mit 19.479 USD. Das Prokopfeinkommen betrug 15.584 USD. 12,4 Prozent der Familien und 18,5 Prozent der Bevölkerung lebten unterhalb der Armutsgrenze.